# Kostel Neposkvrněného početí Panny Marie (Hraničné)
Kostel Neposkvrněného početí Panny Marie je dřevěná stavba původně řeckokatolické církve, která byla postavena na návrší nad obcí Hraničné v okrese Stará Ľubovňa na Slovensku. Je národní kulturní památkou Slovenské republiky. Náleží pod římskokatolickou farnost Mníšek nad Popradom, děkanát Stará Ľubovňa, diecéze spišské a zároveň slouží řeckokatolické farnosti Kremná, děkanátu Stará Ľubovňa, archeparchie prešovské, Slovenské řeckokatolické církve.

## Historie
Kostel byl postaven v letech 1785–1787, věž byla přistavěna později. V druhé polovině 19. století byl kostel rekonstruován. Během druhé světové války byl poškozen a v roce 1972 přestavěn. Byl kompletně rozebrán, posunut na jiné místo a otočen o 90° ve správné orientaci východ–západ.

## Architektura

### Exteriér
Kostel je orientovaná dřevěná roubená trojdílná stavba na kamenné podezdívce. Na polygonální kněžiště navazuje obdélníková loď s přistavěnou štenýřovou věží. Ke kněžišti na severní straně byla v roce 1972 přistavěna sakristie. Loď a kněžiště mají dvou hřebenovou sedlovou střechou krytou šindelem, nad kněžištěm je na hřebeni věžička. Střecha je krytá šindelem. Věž má přesahující zvonové patro se střechou komolého jehlanu ukončenou bání.

### Interiér
V interiéru jsou ploché stropy. Mimo ikon je zde hlavní oltář Neposkvrněného Početí Panny Marie, na němž se promítají různé slohové styly od barokního přes rokokové až po renesanční, s dřevorytinou Zvěstování z roku 1530. Boční oltář na evangelijní straně kněžiště je zdoben řezbami svatého Mikuláše z roku 1360, svatého Štěpána a svatého Vavřince z roku 1500 a svatého Jakuba z 15. století. Boční oltář na epištolní straně je zdoben řezbou Panny Marie z 17. století. Ambon ze 17. století je zdoben řezbami Evangelistů.
Kruchta je podepřena dvěma sloupy, jsou na ní umístěny varhany.

## Galerie

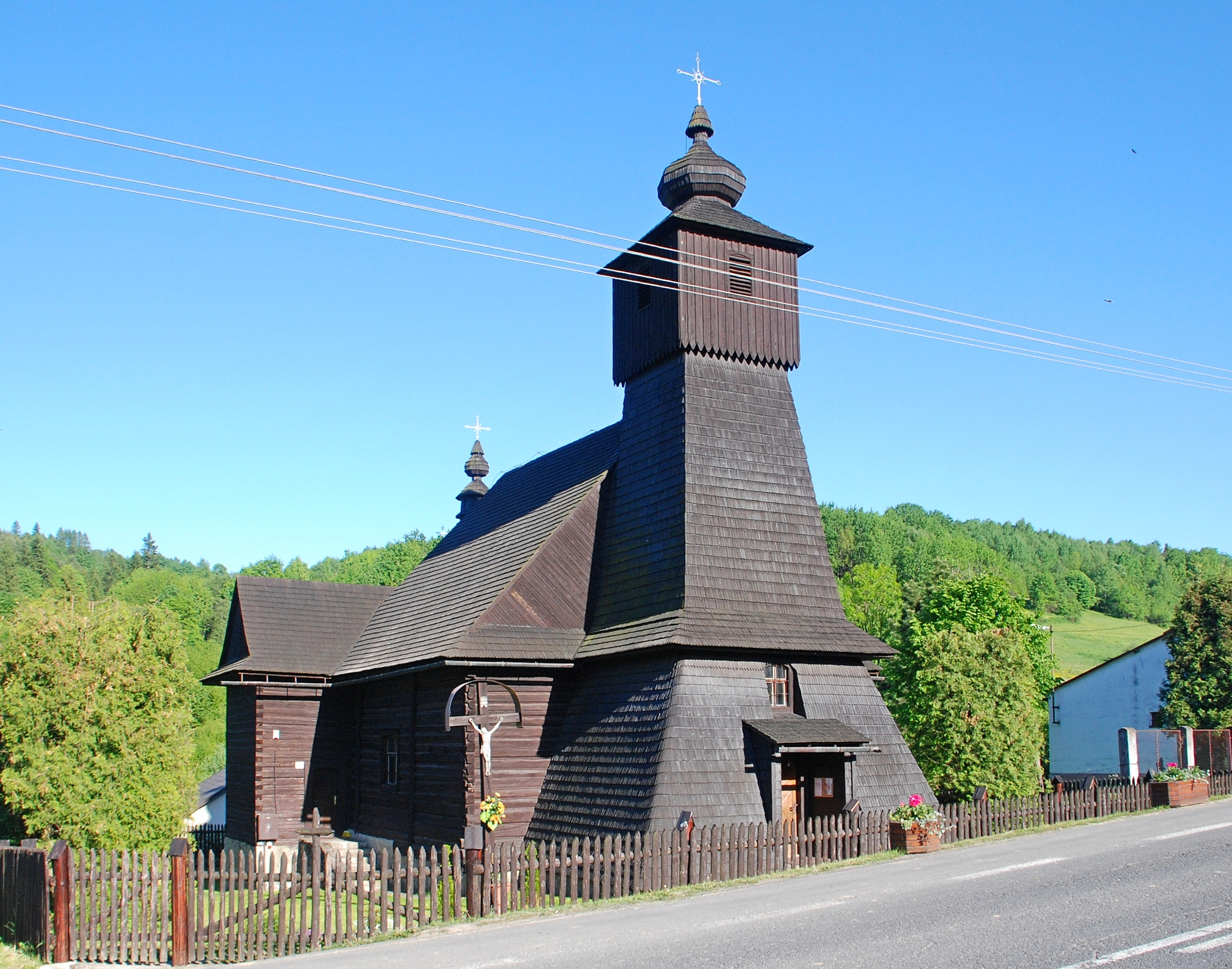
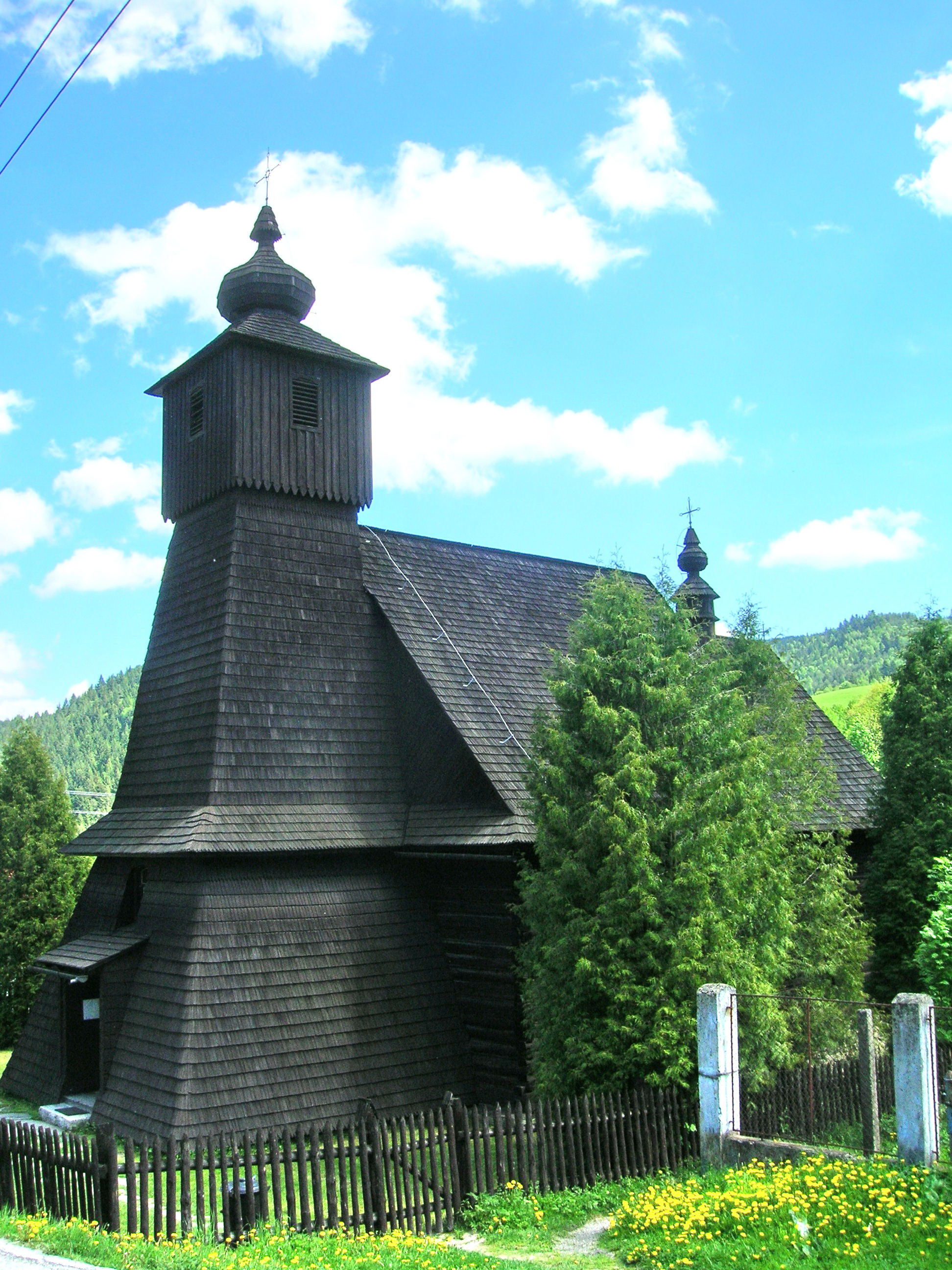

## Okolí
Kolem kostela je ohradní dřevěný plot.